# Niji
«Niji» (虹 «Arco iris»?) es el séptimo sencillo de la banda japonesa L'Arc~en~Ciel, fue compuesto y grabado en Alemania con el aún batería de apoyo Yukihiro. Fue además el tema de apertura de la película Rurouni Kenshin: Ishin Shishi e no Chinkonka.  La letra de la canción menciona desde el punto de vista de Hyde todo lo que el grupo vivió en su ausencia de los escenarios tras el arresto de Sakura para evitar la presión mediática por lo ocurrido.
El videoclip fue también rodado en Alemania y gracias a él ganan el premio a BEST GROUP CLIP de Space Shower MVA en 1997. 
En 2006 los primeros 15 sencillos de la banda fueron reeditados en formato de 12 cm y no el de 8 cm original. 

## Lista de canciones
| N.º | Título                 | Letras | Música | Duración |  |
| 1.  | «Niji»                 | Hyde   | Ken    |          |  |
| 2.  | «The ghost in my room» | Hyde   | Hyde   |          |  |